# SŽD-Baureihe АЧ2
Der Dieseltriebwagen АЧ2 (ATsch2) ist ein bei der Vagonka Studénka für die SŽD hergestellter Triebwagen speziell für den schnellen Vorortverkehr auf nichtelektrifizierten Breitspurstrecken in schwieriger klimatischer Umgebung.

## Geschichte

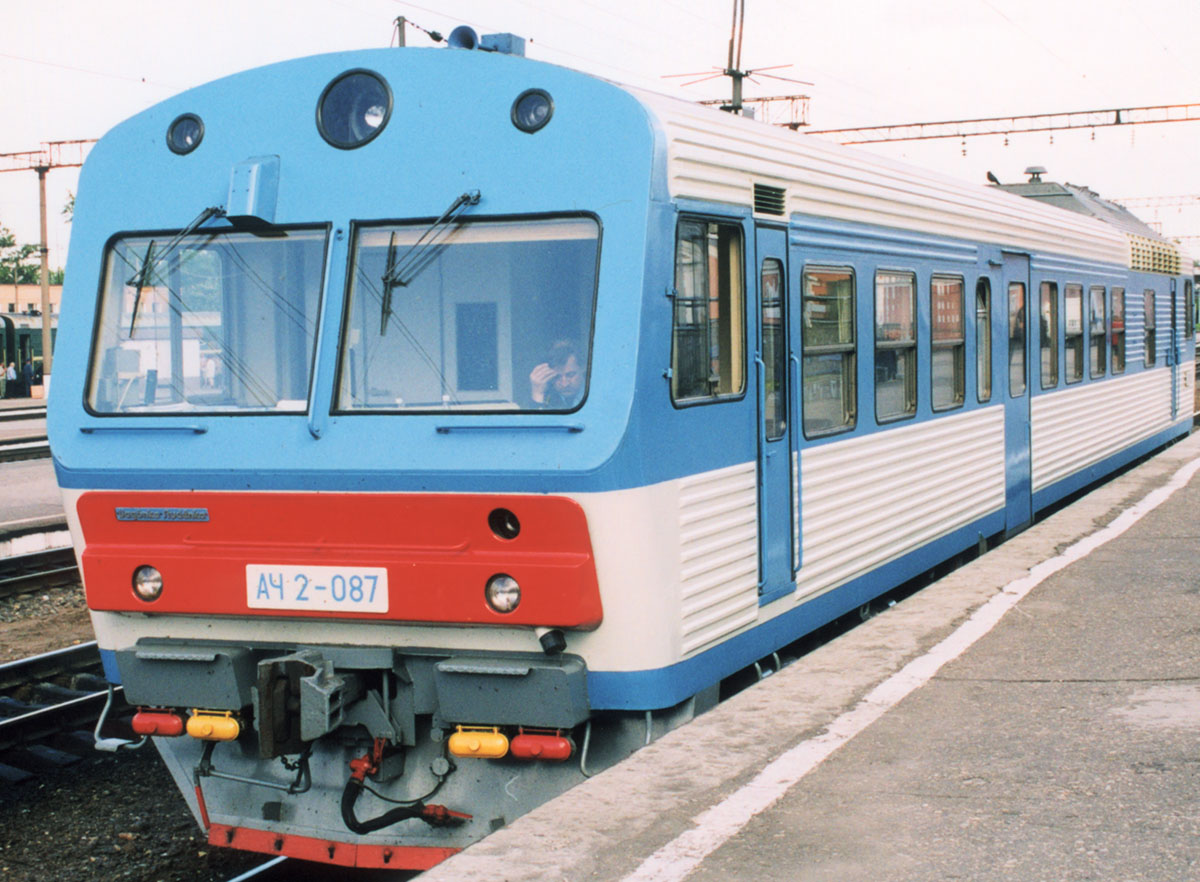
АЧ2-087 auf der Station Brjansk

1984 entstanden in der Tschechoslowakei bei Vagonka Studénka zwei Prototypen, die nach Werkserprobung in die UdSSR geliefert wurden und auf dem Versuchsring des Allrussischen Forschungsinstitut für Schienenverkehr erprobt worden. In drei Serien folgten dann 1988–1990 die restlichen 120 Fahrzeuge. Gleichzeitig wurden mit den Motorwagen mehrere im Aussehen passende Beiwagen mit der Bezeichnung АПЧ2 (APTSch2) geliefert. Eine Einheit des Zuges war für die Zusammensetzung ein АЧ2 und zwei АПЧ2 vorgesehen. Die Leistungsparameter und die Steuerung der Motorwagen ermöglichten eine Zusammensetzung eines Zuges aus zwei Motorwagen und vier Mittelwagen.

## Technische Beschreibungen

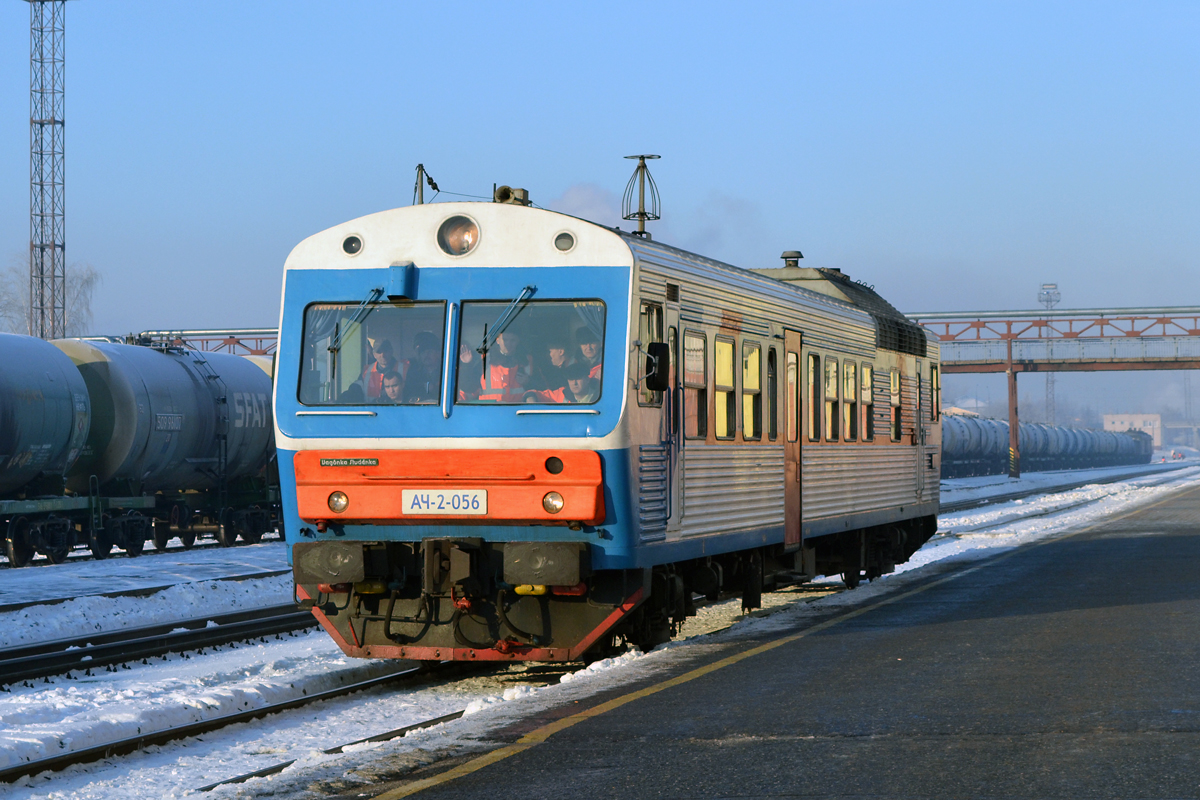
АЧ2-056

Der Triebwagen ist ein vierachsiges Fahrzeug, bestehend aus einem zweiachsigen Trieb- und einem zweiachsigen Laufdrehgestell. Der Wagens ist mit einer SA-3-Mittelpufferkupplung zwei seitlichen Puffern ausgerüstet.
Angetrieben wird der Wagen von einem 736 kW (1000 PS) 12-Zylinder-Viertakt-Dieselmotor vom Typ М 756 Б-1 (M 756 B-1). Es ist der gleiche Motor, wie er auch für die Triebwagen der SŽD-Baureihe ДР1 verwendet wurde. An dem Motor ist das Strömungsgetriebe ГДП-1000 Ч (GDP-1000 Tsch) angebunden, welches mit den Achsgetrieben НП-20 und НК-20 (NP-20 und NK-20) im Hauptdrehgestell untergebracht sind. Die Hauptmaschinen und weitere Hilfsmaschinen sind in dem Maschinenraum untergebracht. Motor und Getriebe wurden in der UdSSR produziert. Es ist aus der Literatur nicht zu entnehmen, ob die Antriebseinheiten in die Tschechoslowakei geliefert wurden oder die Fahrzeuge erst am Zielort mit den Antriebseinheiten komplettiert wurden.
Der Wagenkasten ist eine Stahlkonstruktion, bestehend aus dem Stahlgerippe mit gewalzten und gebogenen Profilen. Erstmals wurde für die äußere Beblechung rostfreier Stahl verwendet, im Inneren besteht die Verkleidung aus Kunststoff. An beiden Enden des Wagenkastens befindet sich ein Führerstand für den Triebzugführer. Hinter einem Führerstand befinden sich der Maschinenraum und zwei Abteile für die Reisenden. Zwischen diesen beiden ist der Einstiegsraum angeordnet. Für den Einstieg der Reisenden wird im Einstiegsbereich eine einteilige Schwenkschiebetür verwendet, die vom Führerstand gesteuert wird.
In den zwei Abteilen des serienmäßigen АЧ2 für die Reisenden ist Platz für insgesamt 161 Reisende, 67 Sitz- und 94 Stehplätze (auf dem Prototyp-Schema gab es 70 Sitzplätze); für АПЧ2 – 290 Reisende, 123 Sitz- und 167 Stehplätze.
Beide Führerstände sind ähnlich der ČSD-Baureihe M 152.0. Die Wagen sind mit einer elektropneumatischen Bremse ausgerüstet, die in Abhängigkeit von der Besetzung des Wagens wirkt.
Die Lüftung und Heizung des Wagens wird über eine Heißluftheizung über den Antriebsmotor sichergestellt. Für die Vorwärmung des Dieselmotors und die Vorheizung des Wagens ist es außerdem möglich, ein unabhängiges, elektrisch angetriebenes Dieselaggregat zu verwenden.
Die elektrische Einrichtung und Einrichtungen des Motor- und Beiwagens sind von einer zentralen Quelle gespeist, welche in dem Motorwagen untergebracht ist. Sie besteht aus dem Hilfsgenerator und der Batterie. Außer dem Hilfsgenerator besitzt der Motor einen weiteren Wechselstromgenerator für die elektrische Heizung der Mittel- und Steuerwagen. Für die Verbindung mit dem Dispatcher besitzt er eine Funkstation.

## Einsatz

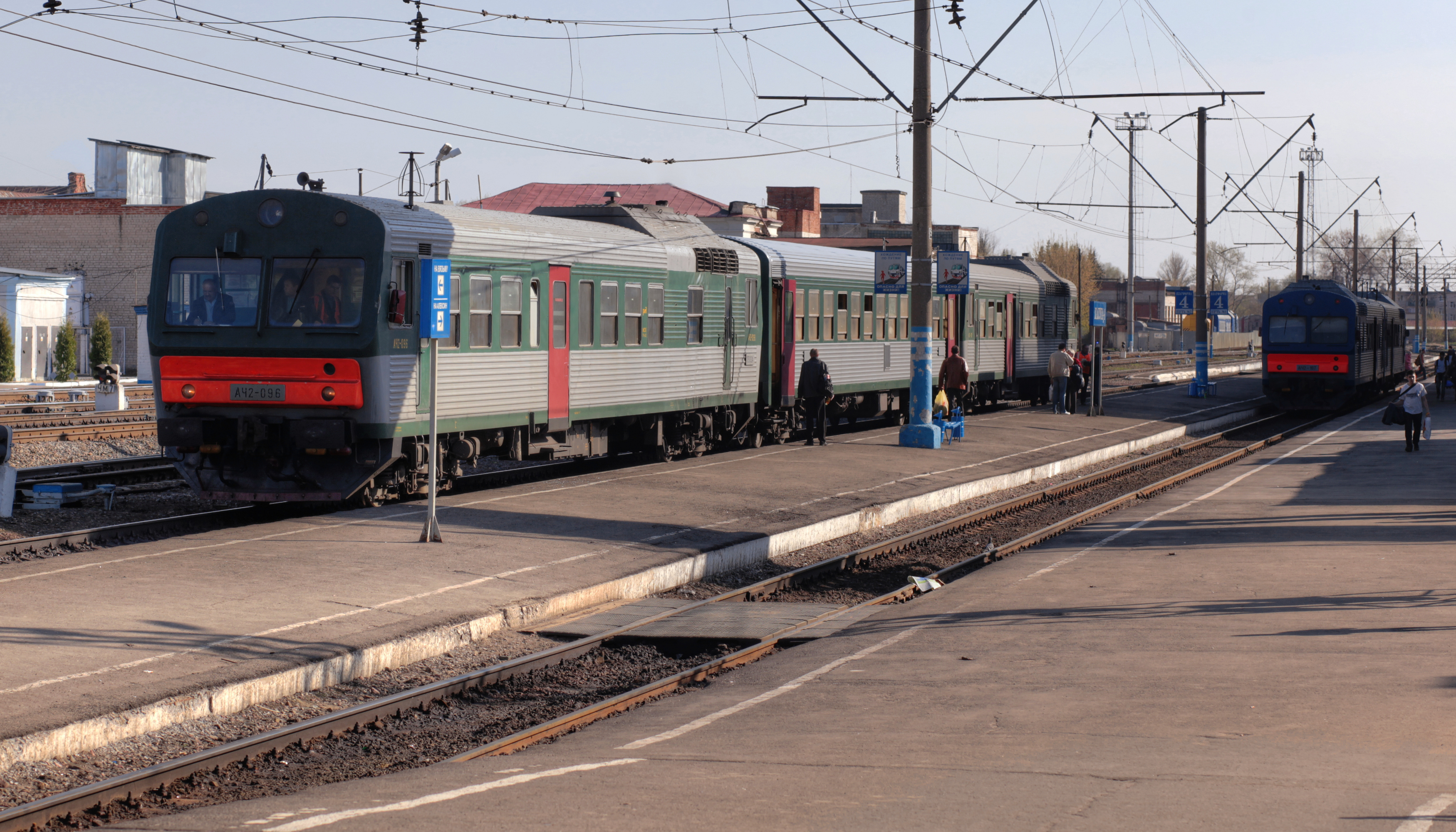
Einheit mit zwei АЧ2 und einem dazwischengestellten Beiwagen in Kaluga

Nachdem die zwei Prototypen 1984 bis 1985 auf dem Versuchsring eingehend getestet wurden, erhielten sie für den Fahrbetrieb das Lokdepot Ternopil in der Ukraine. Später erhielten einige andere Eisenbahngesellschaften im europäischen Teil der ehemaligen UdSSR die Fahrzeuge. In der Zusammensetzung von drei und sechs Wagen wurden die Fahrzeuge in den Regionen Brjansk, Orjol und Nischni Nowgorod im Personenverkehr verwendet. Auf anderen Eisenbahnen wurden die Fahrzeuge als Salontriebwagen für Vorgesetzte von Eisenbahngesellschaften benützt.
2012 war das Einsatzgebiet der Fahrzeuge der Vorortverkehr von Brjansk, Kaluga, Smolensk, Kursk, Orjol und Tscheboksary. An der Grenze Russlands liefen die Fahrzeuge, zum Beispiel, auf der Harawkowkasjan Jerkatughi.